# Alina Lohvynenko
Alina Lohvynenko (née le 18 juillet 1990 à Artemivsk) est une athlète ukrainienne, spécialiste du 400 mètres.

## Biographie
Elle remporte la médaille d'or du relais 4 × 400 m lors des Championnats d'Europe 2012 d'Helsinki, aux côtés de ses compatriotes Yuilya Olishevska, Olha Zemlyak et Nataliya Pyhyda. L'équipe d'Ukraine, qui établit la meilleure performance européenne de l'année en 3 min 25 s 07, s'impose devant la France et la République tchèque.

## Palmarès
| Date | Compétition                       | Lieu           | Résultat | Épreuve   | Temps         |
| ---- | --------------------------------- | -------------- | -------- | --------- | ------------- |
| 2009 | Championnats d'Europe juniors     | Novi Sad       | 1re      | 4 × 400 m | 3 min 35 s 82 |
| 2010 | Championnats d'Europe par équipes | Bergen         | 3e       | 4 × 400 m | 3 min 27 s 60 |
| 2011 | Championnats d'Europe espoirs     | Ostrava        | 2e       | 4 × 400 m | 3 min 30 s 13 |
| 2011 | Championnats d'Europe par équipes | Stockholm      | 3e       | 4 × 400 m | 3 min 28 s 13 |
| 2012 | Championnats d'Europe             | Helsinki       | 1re      | 4 × 400 m | 3 min 25 s 07 |
| 2012 | Jeux olympiques                   | Londres        | 3e       | 4 × 400 m | 3 min 23 s 57 |
| 2013 | Championnats du monde             | Moscou         | 4e       | 4 × 400 m | 3 min 27 s 38 |
| 2015 | Championnats d'Europe par équipes | Tcheboksary    | 3e       | 4 x 400 m | 3 min 29 s 79 |
| 2016 | Jeux olympiques                   | Rio de Janeiro | 5e       | 4 x 400 m | 3 min 26 s 64 |

## Records
| Épreuve    | Performance | Lieu  | Date         |
| ---------- | ----------- | ----- | ------------ |
| 200 mètres | 23 s 24     | Yalta | 28 mai 2012  |
| 400 mètres | 51 s 19     | Yalta | 12 juin 2012 |